# Alfred-Krupp-Denkmal an der Marktkirche

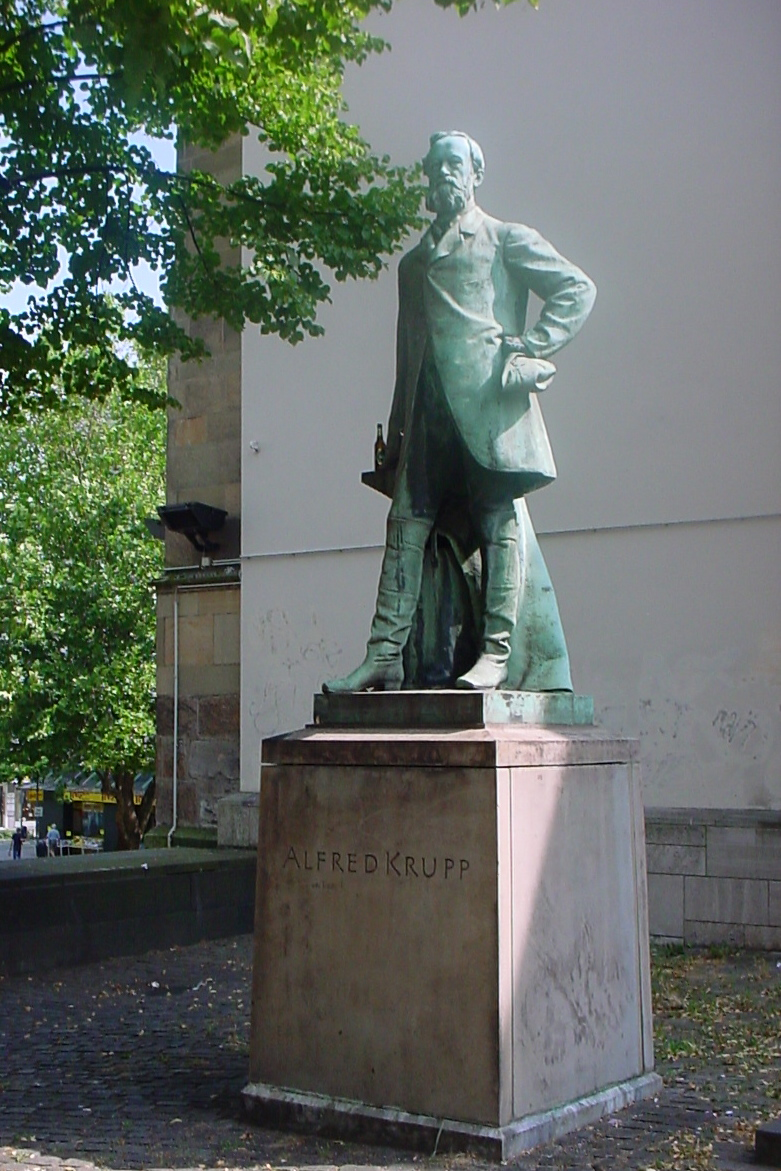
Alfred-Krupp-Denkmal westlich der Marktkirche (Standort von 1961 bis 2006)

Das Alfred-Krupp-Denkmal an der Marktkirche in Essen wurde 1889 an seinem heutigen Standort vor der Marktkirche im Stadtkern aufgestellt. Es erinnert an den Unternehmer Alfred Krupp, der die von seinem Vater Friedrich Krupp gegründete Krupp-Gussstahlfabrik zum damals größten Industrieunternehmen Europas, der Friedrich Krupp AG, ausbaute, das 1999 in der heutigen ThyssenKrupp AG aufging.

## Das Denkmal

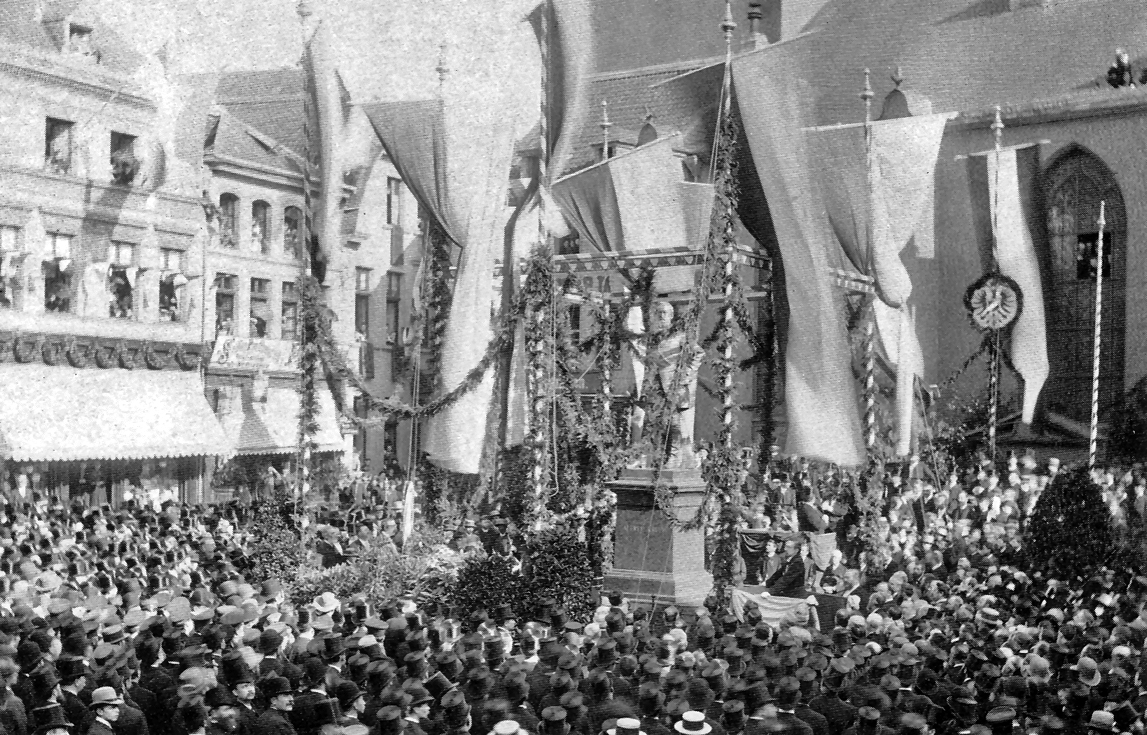
Einweihung am 14. Juli 1889; Oberbürgermeister Erich Zweigert im Bild rechts neben dem Sockel

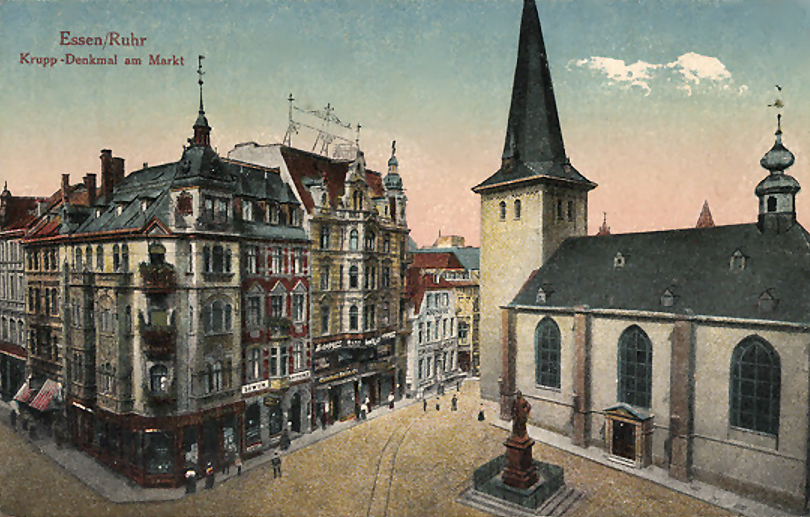
Alfred-Krupp-Denkmal vor der Marktkirche um 1912

Bereits drei Wochen nach Alfred Krupps Tod, am 5. August 1887, beschlossen die Essener Stadtverordneten, dem Verstorbenen ein Denkmal zu setzen. Es wurde von dem prominenten Bildhauer Fritz Schaper im Auftrag der Stadt Essen geschaffen und am 14. Juli 1889, dem zweiten Todestag Alfred Krupps, feierlich enthüllt. Bei dieser Feier nannte Oberbürgermeister Erich Zweigert in seiner Ansprache das Denkmal ein „Zeichen der Dankbarkeit der Bürger der Stadt Essen“. Davon zeugt auch die Widmung auf der Rückseite des Sockels: Die dankbare Vaterstadt.
Das Bronze-Standbild hat eine Höhe von 2,6 Metern und steht auf einem steinernen Sockel. Schaper zeigt Alfred Krupp in seinem für den Alltag bevorzugten Reitanzug, da er in Essen vor allem hoch zu Pferd, den Feldweg zwischen seinem Wohnsitz Villa Hügel und der Gussstahlfabrik entlang reitend bekannt war. Die linke Hand mit zusammengepresstem Hut ist in die Hüfte gestellt, die rechte auf einen halb mit einem Schurzfell bedeckten Amboss gestützt.

## Zweiter Weltkrieg und die Folgen
Bis zum Ende des Zweiten Weltkriegs blieb das Denkmal nahezu unbeschädigt an seinem Platz, obwohl die Innenstadt im Luftkrieg zu etwa neunzig Prozent durch Bomben zerstört wurde. Doch nach der Zeit des Nationalsozialismus sank das Ansehen Krupps, da das Unternehmen als „Waffenschmiede des Deutschen Reichs“ unter Kaiser Wilhelm II. und Adolf Hitler nun kritisch gesehen wurde.
Zunächst diente das Standbild nach der Kapitulation noch amerikanischen Pressefotografen als Kulisse, doch bald wurde es von Unbekannten in einen der umgebenden Bombentrichter gestoßen. Unklar ist, wer die Bronzefigur samt Steinsockel barg, auf das Krupp-Fabrikgelände brachte und dort lagerte. Bekannt ist, dass das Denkmal ab 1952, ein Jahr nach der Entlassung des inhaftierten Urenkels von Alfred, Alfried Krupp von Bohlen und Halbach, außerhalb der Stadtmitte, südlich der Erlöserkirche an der Goethestraße, wo zuvor das Denkmal von Friedrich Krupp kriegszerstört abgeräumt wurde, stand. Die Spannungen zwischen der Stadt und dem Unternehmen Krupp lösten sich in der Zeit des Wirtschaftswunders allmählich, so dass im Frühjahr 1961, anlässlich der 150-Jahr-Feier des Unternehmens Krupp, das Denkmal wieder an der Marktkirche Aufstellung fand. Allerdings stand es nun nicht genau am früheren Standort in der Achse der Kettwiger Straße, sondern westlich der Kirche, leicht verdeckt von einem Baum.

## Das Denkmal in heutiger Zeit

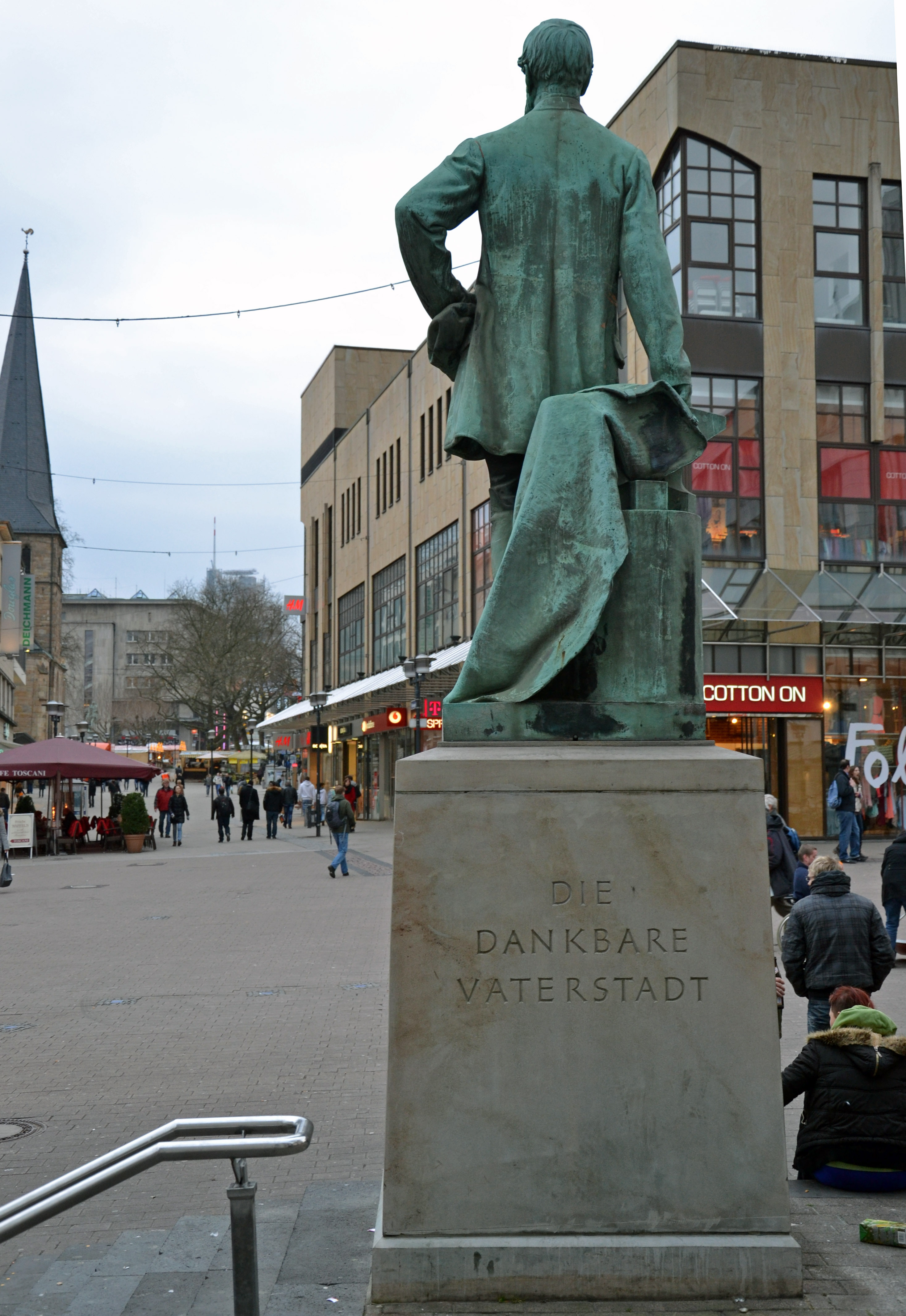
Denkmalrückseite mit Inschrift „Die dankbare Vaterstadt“ am heutigen Standort

Nach 61 Jahren, im Jahr 2006, folgte die Versetzung des Krupp-Denkmals an seinen ursprünglichen Standort. Berthold Beitz, der Kuratoriumsvorsitzende der Alfried Krupp von Bohlen und Halbach-Stiftung, weihte es ein.
1990 wurde das Alfred-Krupp-Denkmal unter Denkmalschutz gestellt, und Anfang 2013 zur Themenroute 5 der Route der Industriekultur hinzugefügt.